# Markus Zimmermann
Markus Zimmermann (Berchtesgaden, 4 settembre 1964) è un bobbista tedesco, campione olimpico nel bob a due a Nagano 1998 e a Salt Lake City 2002 e cinque volte campione mondiale.
Ricopre il secondo posto nella classifica degli atleti frenatori più vittoriosi ai mondiali, superato dal solo Kevin Kuske con sette titoli e davanti a René Hoppe, anch'egli vincitore di cinque titoli, ma con una medaglia d'argento in meno.

## Biografia
Iniziò la carriera nelle categorie giovanili dove ottenne la vittoria nel bob a quattro e l'argento nel bob a due alla prima edizione dei campionati mondiali juniores, disputatasi nel 1987 a Sarajevo.
Prese parte a quattro olimpiadi invernali e vinse quattro medaglie: la prima fu l'argento nel bob a due ad Albertville 1992, ottenuto con il connazionale Rudi Lochner,. Quattro anni dopo, a Nagano 1998, conquistò l'oro nel bob a quattro con Christoph Langen e anche il bronzo nel bob a due. Infine a Salt Lake City 2002 vinse un'altra medaglia d'oro nel bob a due sempre con Langen.
Ai campionati mondiali può vantare otto medaglie tra cui cinque d'oro: nel bob a due ad Altenberg 1991 ed Altenberg 2000, nel bob a quattro a Sankt Moritz 2001 e infine la doppietta a due/a quattro conquistata a Calgary 1996; totalizzò inoltre anche tre medaglie d'argento.
Nelle rassegne continentali vinse altre otto medaglie di cui tre d'oro, una d'argento e quattro di bronzo.

## Palmarès

### Olimpiadi
- 4 medaglie:
  - 2 ori (bob a quattro a Nagano 1998; bob a due a Salt Lake City 2002);
  - 1 argento (bob a due ad Albertville 1992);
  - 1 bronzo (bob a due a Nagano 1998).

### Mondiali
- 8 medaglie:
  - 5 ori (bob a due ad Altenberg 1991; bob a due, bob a quattro a Calgary 1996; bob a due ad Altenberg 2000; bob a quattro a Sankt Moritz 2001);
  - 3 argenti (bob a due a Cortina d'Ampezzo 1999; bob a quattro ad Altenberg 2000; bob a quattro a Schönau am Königssee 2004).

### Europei
- 8 medaglie:
  - 3 ori (bob a quattro a Sankt Moritz 1996; bob a quattro a Sankt Moritz 1999; bob a due a Schönau am Königssee 2001);
  - 1 argento (bob a quattro a Schönau am Königssee 2001);
  - 4 bronzi (bob a due a Winterberg 1989; bob a quattro a Igls 1998; bob a due a Cortina d'Ampezzo 2000; bob a quattro a Sankt Moritz 2004).

### Mondiali juniores
- 2 medaglie:
  - 1 oro (bob a due a Sarajevo 1987);
  - 1 argento (bob a quattro a Sarajevo 1987).